# Emerson (Nebraska)
Emerson is een plaats (village) in de Amerikaanse staat Nebraska, en valt bestuurlijk gezien onder Dakota County en Dixon County en Thurston County.

## Demografie
Bij de volkstelling in 2000 werd het aantal inwoners vastgesteld op 817. In 2006 is het aantal inwoners door het United States Census Bureau geschat op 819, een stijging van 2 (0,2%).

## Geografie
Volgens het United States Census Bureau beslaat de plaats een oppervlakte van 1,2 km², geheel bestaande uit land. Emerson ligt op ongeveer 430 m boven zeeniveau.

## Plaatsen in de nabije omgeving
De onderstaande figuur toont nabijgelegen plaatsen in een straal van 20 km rond Emerson.